# Pingxiang

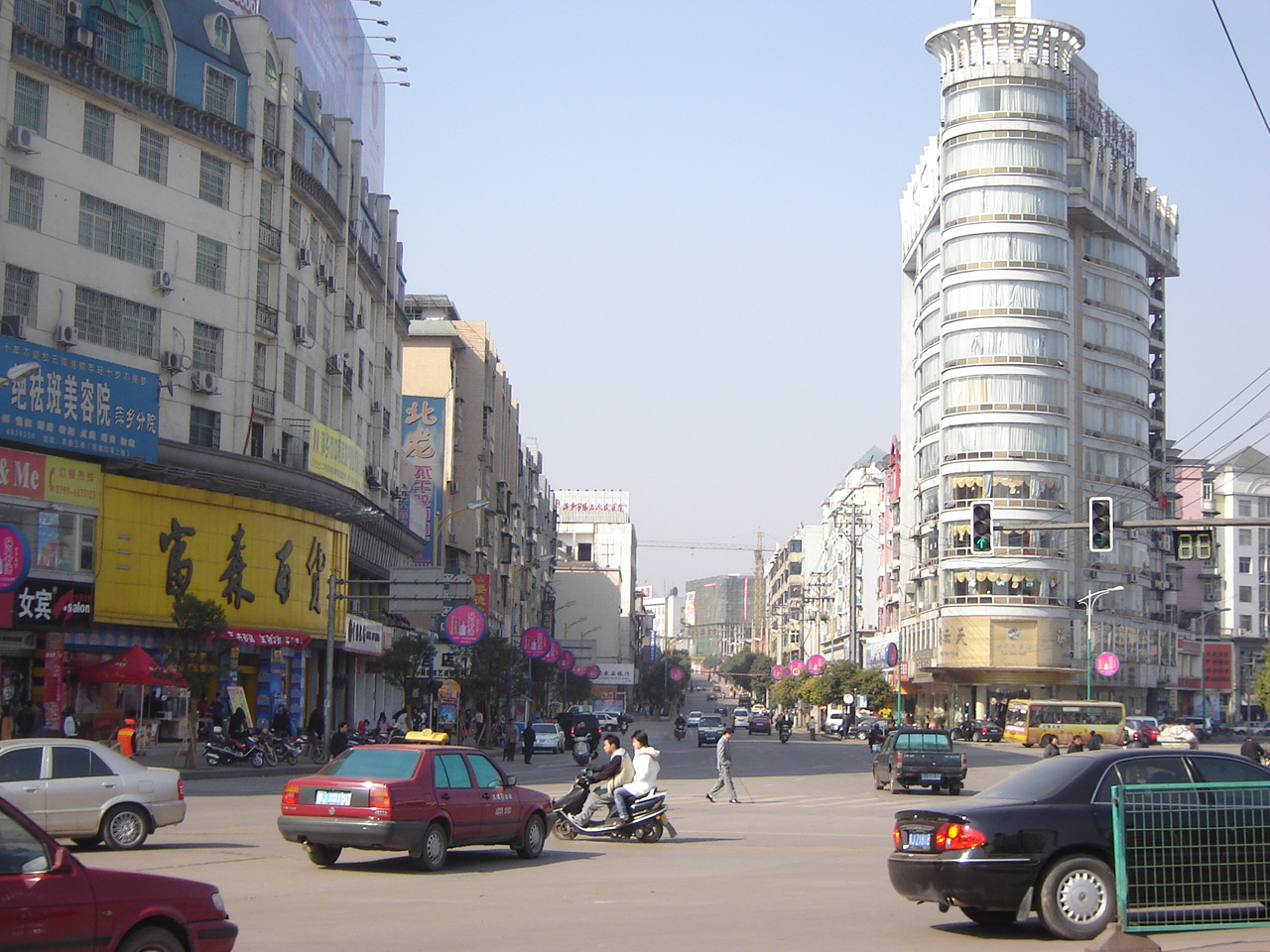
Uma rua de Pingxiang.

Pingxiang ou Pingsiang (萍乡) é uma cidade da província de Jiangxi, na China. Localiza-se no oeste da província. Tem cerca de 791 mil habitantes. Tem minas de carvão nas suas proximidades, exploradas desde 1898.